# Francesco Clemente
Francesco Clemente (* 23. března 1952 Neapol) je italský výtvarník, který patří k hnutí transavantgardy.
Pochází ze zchudlé šlechtické rodiny. Studoval na Univerzitě La Sapienza v Římě architekturu a klasické jazyky, ani jeden obor však nedokončil. V roce 1971 měl v Galleria Giulia první samostatnou výstavu. Často pobýval v Indii a ovlivnila ho orientální filozofie. Od roku 1982 žije v New Yorku, kde spolupracoval s Andym Warholem, Keithem Haringem i Jean-Michelem Basquiatem. Hrál hypnotizéra ve filmu Dobrý Will Hunting a vytvořil obrazy pro film Alfonsa Cuaróna Velké naděje. Je častým ilustrátorem poezie a namaloval portrét Allena Ginsberga.
Clementeho v počátcích ovlivnil Cy Twombly. Vrací se k figurativnímu umění, věnuje se akvarelu, kvaši i kolážím, častý je autoportrét. Ve svých dílech hranice lidské identity, typická jsou pro něj expresivně pojatá lidská těla s erotickým podtextem. Zúčastnil se prestižních výstav jako Biennale di Venezia a documenta, je zastoupen ve sbírkách Uměleckého muzea v Basileji, Centre Georges Pompidou a newyorského Muzea moderního umění. Je čestným členem Americké akademie umění a literatury. Je po něm pojmenována planetka 265924 Franceclemente.
Jeho manželkou je herečka Alba Primiceri.

## Galerie

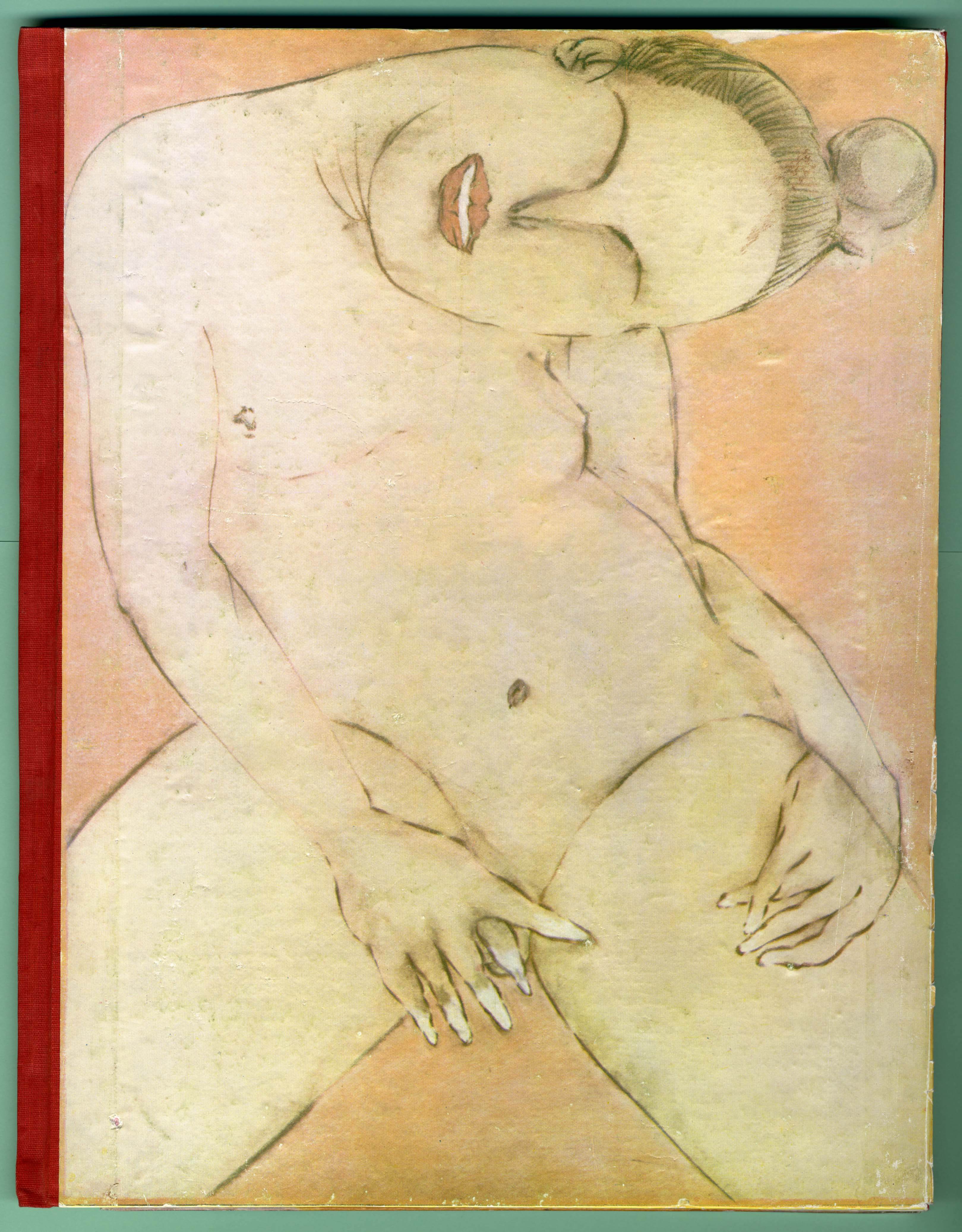
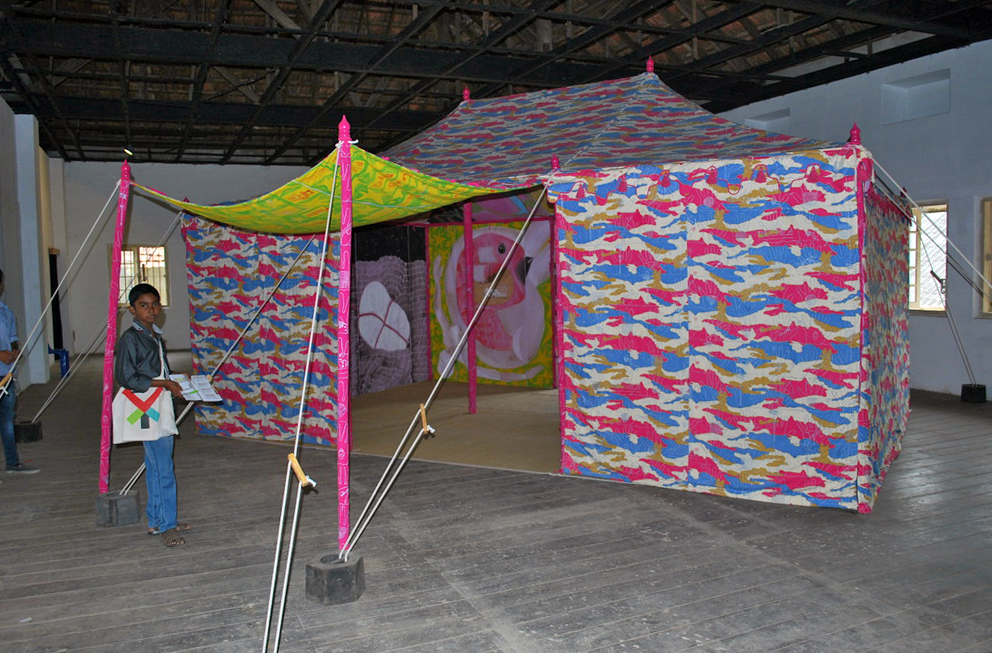